# Eutomopepla brunnea
Eutomopepla brunnea är en fjärilsart som beskrevs av Paul Dognin 1904. Eutomopepla brunnea ingår i släktet Eutomopepla och familjen mätare. Inga underarter finns listade i Catalogue of Life.